# Скотовате (балка)
Скотовате (рос. Б. Скотовате) — балка (річка) в Україні у Гуляйпільському районі Запорізької області. Ліва притока Гайчул (басейн Дніпра).

## Опис
Довжина балки приблизно 5,10 км, найкоротша відстань між витоком і гирлом — 4,63 км, коефіцієнт звивистості річки — 1,10. Формується багатьма балками та загатами. На деяких ділянках балка пересихає.

## Розташування
Бере початок у селі Цвіткове. Тече переважно на північний схід і біля села Варварівка впадає в річку Гайчул, ліву притоку Вовчої.

## Цікаві факти
- На східній стороні від гирла балки на відстані приблизно 1,03 км у селі Варварівка пролягає автошлях Т 0401[2] (автомобільний шлях територіального значення у Дніпропетровській та Запорізькій областях. Пролягає територією Дніпровського, Синельниківського, Васильківського, Покровського, Гуляйпільського, Пологівського, Токмацького та Мелітопольського районів через Дніпро — Васильківку — Покровське — Гуляйполе — Пологи — Токмак — Молочанськ — Мелітополь. Загальна довжина — 254,8 км.).
- У XIX столітті біля балки існувало декілька хуторів, колонія та курган (могила)[1].